# Eleutherodactylus riveroi
Eleutherodactylus riveroi (tên tiếng Anh: Ranita Nublada De Rivero) là một loài ếch trong họ Leptodactylidae. Chúng là loài đặc hữu của Venezuela.
Môi trường sống tự nhiên của nó là các khu rừng vùng núi ẩm nhiệt đới hoặc cận nhiệt đới.